# Thomas Bourke
Thomas Kevin Bourke (ur. 23 stycznia 1922 w Kingaroy, zm. 27 maja 2014 w Sydney) – australijski rugbysta.
Uczęszczał do Downlands College w Toowoomba, podjął następnie pracę w oddziale Shell w Brisbane. Wraz z bratem Jimmym związany był z Brothers Rugby Club w barwach którego zwyciężał w rozgrywkach Queensland Premier Rugby, obaj reprezentowali także Queensland.
Do australijskiej reprezentacji został powołany w 1947 roku i 28 czerwca zagrał w testmeczu z All Blacks. Z kadrą udał się następnie na dziewięciomiesięczne tournée po północnej półkuli, nie wystąpił jednak w żadnym testmeczu, lecz w szesnastu towarzyskich spotkaniach Wallabies.
Podczas II wojny światowej służył w Royal Australian Air Force.